# Seidenschwanz (Art)
Der Seidenschwanz (Bombycilla garrulus) ist ein Singvogel aus der 
Familie der Seidenschwänze (Bombycillidae). Zwei (oder drei) wenig differenzierte Unterarten werden unterschieden: neben der Nominatform die nearktische Rasse B. g. pallidiceps sowie die in ihrem taxonomischen Rang etwas unklare Varietät (oder Unterart) B. g. centralasiae. 

## Beschreibung
Der Seidenschwanz wird bis 18 cm groß und wiegt 50 bis 60 Gramm. Aus der Ferne wirken die knapp starengroßen Vögel eher unauffällig rostgraubraun, aus der Nähe sind sie jedoch sehr auffällig und bunt.
Auffälligstes und unverkennbares Kennzeichen ist die spitz nach hinten verlaufende, teilweise aufrichtbare Federhaube. Vom Ansatz des kräftigen schwarzen Schnabels zieht sich über die Augen bis zum Nacken ein tiefschwarzer Streifen, der bei ausgefärbten Vögeln eine feine weiße Randung aufweist. Ähnlich wie beim gleich großen, aber nicht verwandten Kernbeißer zeigt sich unter dem Schnabel ein schwarzer Kehllatz.
Der Schwanz endet mit einer schwarzen und danach dottergelben Binde. Einige der Armschwingen enden in meist roten (manchmal auch rotorangen), wie Siegellack glänzenden Tröpfchen, die zum englischen Namen Waxwing geführt haben. Aus der Nähe fällt die feine weiße Bänderung der orangegelb eingefassten tiefschwarzen Handschwingen auf. Die Jungtiere haben eine weißliche, grau gestrichelte Kehle; der Bauch ist weißlich und braungrau. Die Geschlechter unterscheiden sich nicht in Größe und Farbe. 
Er ist ein geselliger Vogel und daher meist in Gruppen anzutreffen. Sein gläserner Ruf klingt wie „Sirrrrr“ oder „wie ein klingelnder Schlüsselbund“. Ein Seidenschwanz kann bis zu 13 Jahre alt werden.

## Verbreitung und Lebensraum

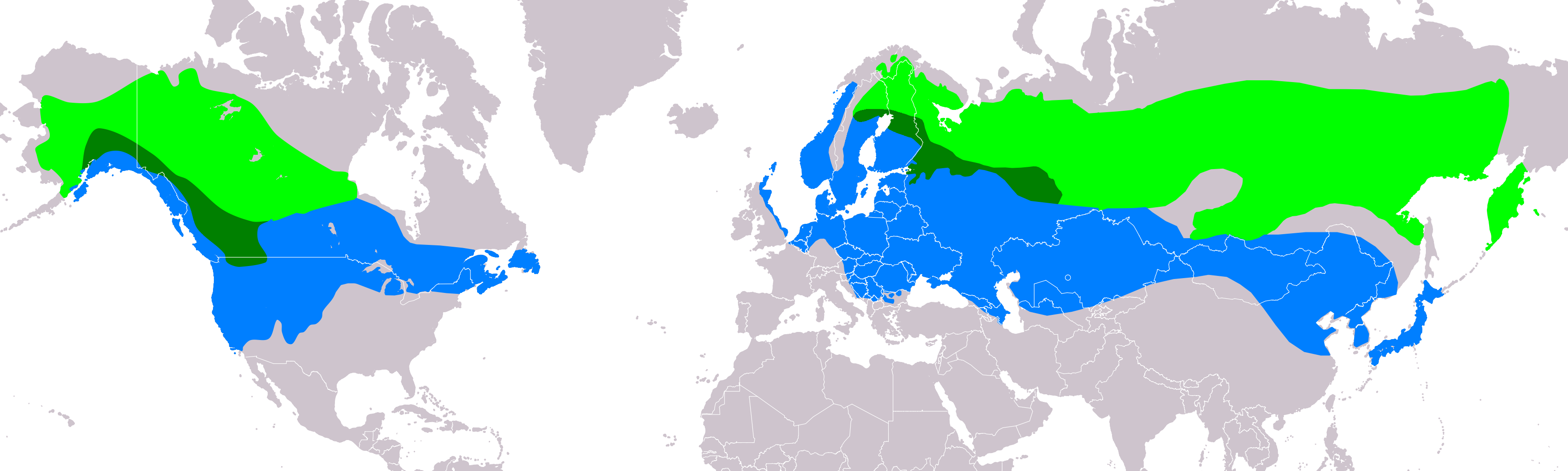
Verbreitung des Seidenschwanzes:
Brutgebiete
Ganzjähriges Vorkommen
Überwinterungsgebiete

Der Seidenschwanz besiedelt die gesamte Taigazone von Nordskandinavien bis zur Hudson Bay in Kanada. Die nördliche Verbreitungsgrenze fällt mit der Übergangszone von Taiga zur Waldtundra zusammen, die Südgrenze der Verbreitung ist regional sehr unterschiedlich: Zwar werden im gesamten Verbreitungsgebiet vor allem die nördlicheren Teile der Taiga besiedelt, es bestehen aber – insbesondere in Zentral- und Ostsibirien – auch größere Vorkommen, die am Südrand des Waldgürtels liegen.
Die Art brütet in aufgelockerten, zum Teil unterholzreichen, fichtendominierten Mischwaldbeständen, sehr häufig in Gewässernähe. In Ostasien werden bevorzugt lockere Lärchenbestände besiedelt. Aber auch relativ trockener Birkenwald, wie er etwa in den Fjälls besteht, wird als Bruthabitat angenommen.
 Die fallweise in den Süden abwandernden Seidenschwanzschwärme halten sich dort nomadisierend sehr häufig in anthropogen gestalteten Lebensräumen wie Parklandschaften, Friedhöfen oder Stadtrandgebieten auf und nützen das dort bereitstehende Nahrungsangebot.

## Ernährung

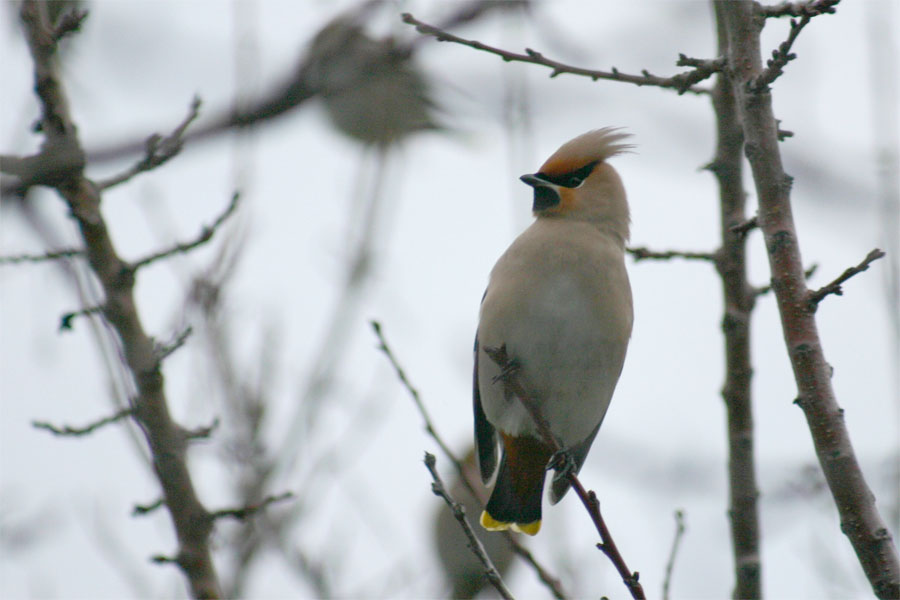
Seidenschwanz

Im Herbst und Winter besteht die Nahrung aus Beeren (Ebereschen-, Wacholder-, Mistel-, Schneeball-, Liguster- und Weißdornbeeren sowie Hagebutten), Äpfeln und Birnen. Der Seidenschwanz gehört also zu den wenigen Arten von Mistelverbreitervögeln in Mitteleuropa. In Städten werden durch einzelne Schwärme in wenigen Tagen große Flächen von Wildem Wein flächig abgeerntet, bevor dann zu einem anderen Standort gewechselt wird.
Zur Brutzeit ernährt sich der Seidenschwanz von Insekten, die er von einer Warte aus entdeckt und anschließend im Flug erbeutet.
Der Seidenschwanz vertilgt an jedem Tag etwa das Doppelte seines eigenen Körpergewichts.
Den möglichen Alkoholgehalt von überreifen Früchten kann er durch seine große Leber ziemlich schnell abbauen.

## Fortpflanzung

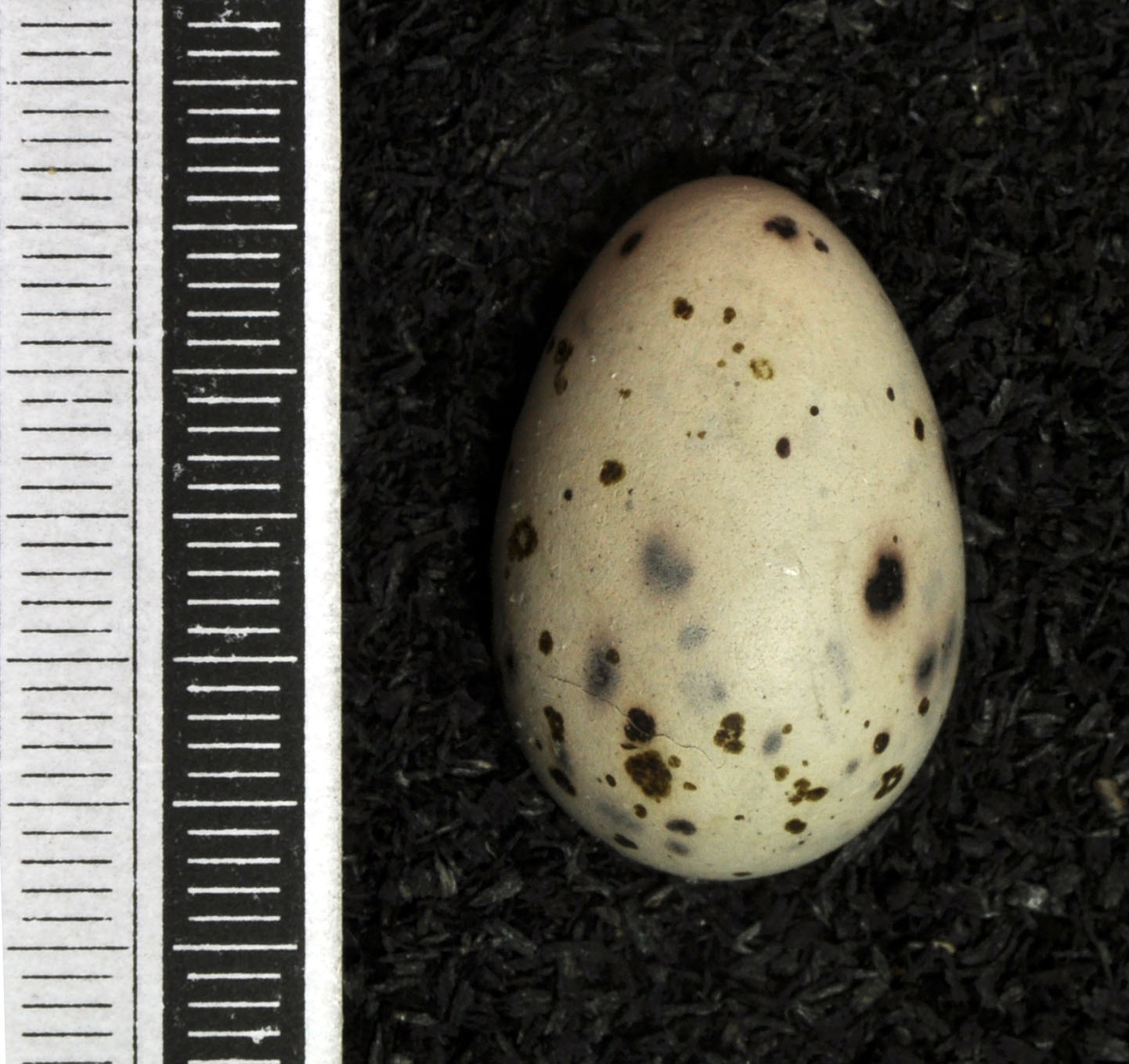
Ei, Sammlung Museum Wiesbaden

Die Geschlechtsreife tritt mit einem Jahr ein. Die Hauptbrutzeit ist Mai bis Juli.
Das napfförmige Nest aus Gras, Haaren, Moos und Nadelbaumzweigen wird im oberen Bereich von Bäumen gebaut, deren Standort meistens am Waldrand liegt, in der Nähe von Gewässern und anderen Brutpaaren.
Das Weibchen legt vier bis sechs blaugraue Eier mit schwarzen Punkten.
Diese werden 13 bis 14 Tage lang vom Weibchen bebrütet. Für Futter durch Insekten und Beeren
sorgt in der Brutzeit das Männchen.
Die Jungvögel werden nach etwa 15 bis 17 Tagen flügge.
Jedes Jahr sucht sich der Seidenschwanz einen neuen Partner.
Die Balz besteht unter anderem aus dem Füttern des Weibchens mit Beeren.

## Wanderungen

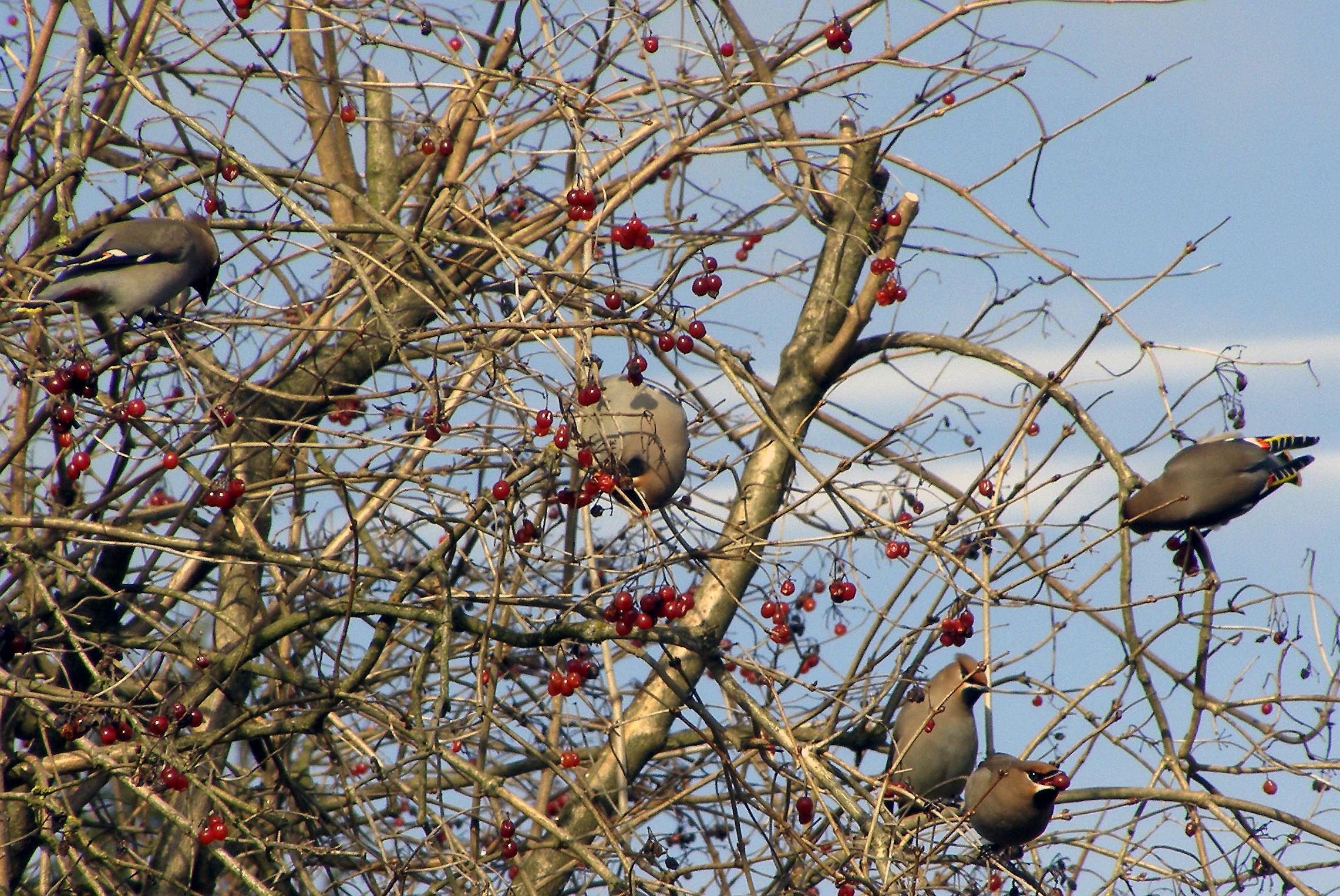
Seidenschwänze in Gesellschaft

Die Art ist Standvogel beziehungsweise Teilzieher. Regelmäßig verlassen nur die äußerst nördlich beheimateten Populationen ihre Brutreviere und überwintern etwas südlich davon. Bei verminderter Verfügbarkeit der Frucht ihres Hauptnahrungsbaumes, der Eberesche, werden weitere Populationen zum Verlassen des Brutareals animiert. Großräumige Invasionen, wie sie zum Beispiel in den Wintern 2004/2005 und 2008/2009 festgestellt wurden, setzen neben einem Mangel an Früchten der Eberesche auch eine vorausgehende Anzahl ausfallsarmer Wintersaisons und erfolgreicher Brutsommer voraus, sodass ein gewisser Populationsdruck besteht. Dieser veranlasst die Abwanderung größerer Schwärme in andere Gebiete. In Bayern war der Seidenschwanz bei seinem Einflug im Winter 2008/2009 so zahlreich, dass er bei der Stunde der Wintervögel auf Platz 15 kam. Solche Evasionen können einzelne Schwärme des Seidenschwanzes bis in den Mittelmeerraum führen. Ob sich diese Invasionsschwärme totwandern, ist nicht restlos geklärt, doch scheint ein beträchtlicher Anteil von ihnen nicht in die angestammten Brutgebiete zurückkehren zu können.

## Sonstiges

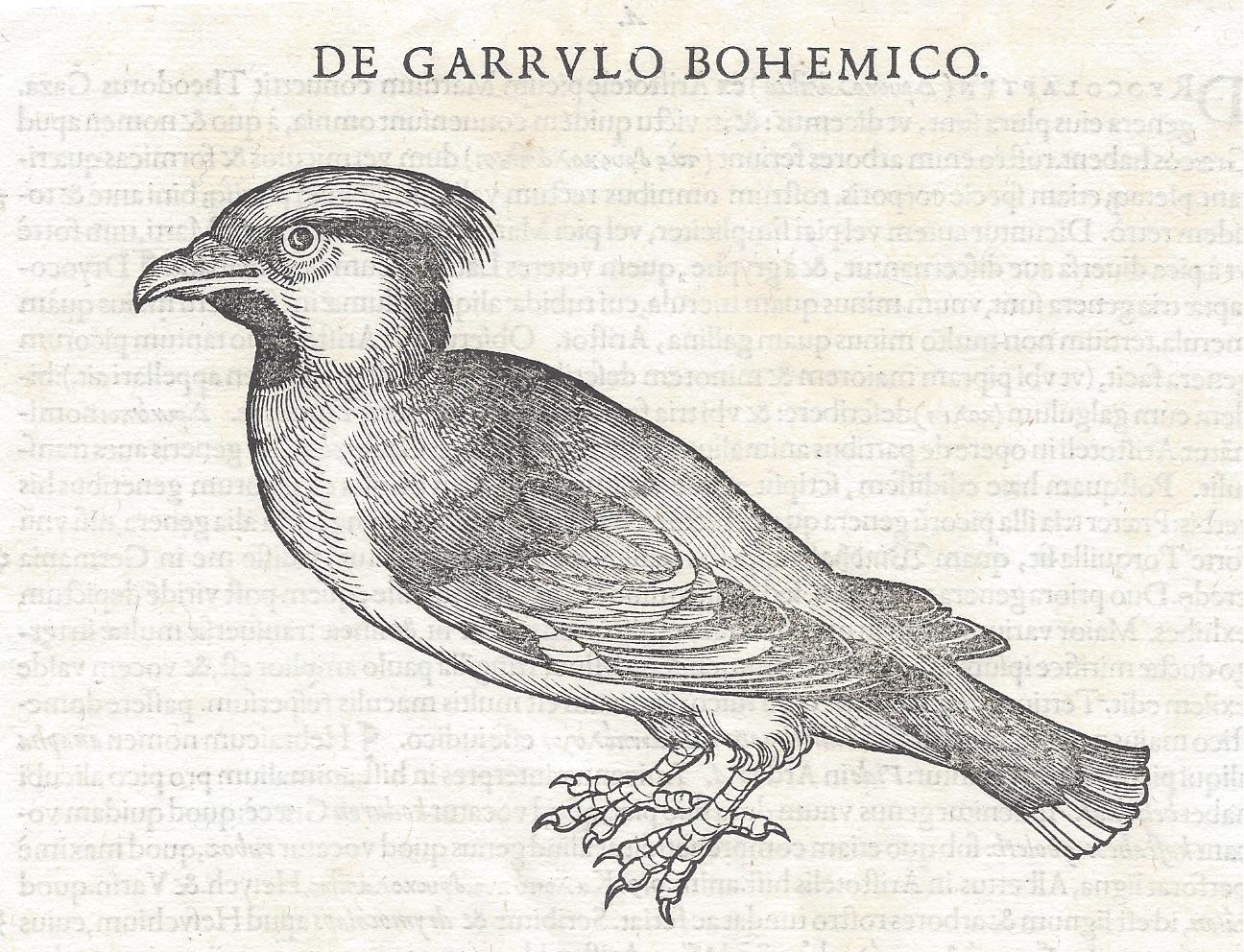
Conrad Gessner: Der Seidenschwanz (Garrulum Bohemicum)

Das sporadische geheimnisvolle Erscheinen der Seidenschwanzschwärme in Mitteleuropa wurde von der Bevölkerung, insbesondere des Mittelalters, für ein böses Vorzeichen gehalten. Aus dieser Vorstellungswelt rührt auch der im Niederländischen noch immer gebräuchliche Artname Pestvogel; in der deutschsprachigen Schweiz wird er oft Sterbevögeli genannt. Auch die von Conrad Gessner verwendete Bezeichnung Garrulum Bohemicum und der englische Artname Bohemian Waxwing sind nicht uninteressant: Waxwing beschreibt die wie mit rotem Wachs aufgetropft erscheinenden streifen- oder tröpfchenförmigen Enden einiger Armschwingen. Bohemicum und Bohemian haben jedoch mit der Vorstellung früherer Generationen zu tun, das Volk der Böhmen neige besonders zur Vagabundage und zu künstlerisch buntem, zuweilen etwas lautem Auftreten.